# Kisgoroszló
Kisgoroszló település Romániában, Szilágy megyében.

## Fekvése
Szamosudvarhelytől északkeletre, a Szamos jobb partján, Nagygoroszló és Náprád közt fekvő település.

## Története
Kis-Goroszló már az Árpád-korban lakott hely volt, az oklevelek már 1205–1235 között említették Borozlau néven. 
1454-ben Gorozló, 1475-ben Kysgorozlo, 1548-ban Borozlo, 1584-ben Guruzló néven írták.
1449-ben a budai káptalan II. Ulászló meghagyásából bélteki Drágffy Bertalant iktatta be Nagy- és Kisgoroszló birtokába.
1575 előtt Kisgoroszló Károlyi László birtoka volt, akitől a birtokot hűtlensége miatt Báthory István elvette és rátóti Gyulafi Lászlónak adta.
1715-ben Kisgoroszlónak 126 lakosa volt, melyből 45 magyar, 162 román volt. 1720-ban 270 lakosából 108 magyar, 162 román volt.
1847-ben 478 lakosa volt, melyből 5 római katolikus, 473 görögkatolikus volt.
Az 1890-ben végzett összeíráskor Kisgoroszlónak 480 lakosa volt, ebből 12 magyar, 1 német, 416 román, 43 horvát, 7 egyéb nyelvű volt. Ebből római katolikus 45, görögkatolikus 423, izraelita 12. A házak száma 110 volt. 
Kisgoroszló a trianoni békeszerződés előtt Szilágy vármegye Zsibói járásához tartozott.

## Nevezetességek
- Görögkatolikus fatemploma 1780-ban épült. Anyakönyvet 1826-tól vezetnek.